# Tiriez
Tiriez es una pedanía española perteneciente al municipio de Lezuza, en la provincia de Albacete, dentro de la comunidad autónoma de Castilla-La Mancha.

## Etimología
Tiriez proviene de la palabra árabe Tieret, que significa paso de ganado.

## Demografía
La pedanía contaba con una población de 415 habitantes en 2021, según las cifras oficiales del Instituto Nacional de Estadística.

## Situación
Se encuentra localizada en el valle del río Lezuza, a 40 km de la capital albaceteña, y en la antigua Vía Augusta, que se dirigía desde Carthago Nova hasta Augusta Emérita y Gades.

## Prehistoria e Historia
Los más antiguos pobladores de este lugar del sur del municipio de Lezuza, al que pertenece Tiriez, fueron los de la Cultura del Argar, de la Edad del Bronce, como se puede atestiguar en el yacimiento de La Mina o Dehesa de Caracolares, a un kilómetro escaso de la localidad. 
De los íberos existen varios yacimientos en las cercanías de la localidad, así como de la época romana, ya que hay restos de la calzada que pasa por Casa Berruga.

## Economía
Una de sus actividades más representativas es la elaboración de queso manchego, así como el cultivo del azafrán, además de la caza.

## Museo etnográfico
Tiriez cuenta con uno de los más importantes museos etnográficos de Castilla-La Mancha, creado en 1984 por el entonces director del colegio, Juan Peralta, con el apoyo de la comunidad educativa y de los vecinos del lugar. 
Actualmente tiene más de veinte salas de exposiciones en donde se pueden ver, fielmente recreados, diferentes ambientes sobre la vida y cultura de las gentes de esta pedanía. Así, el visitante puede contemplar desde una antigua casa del Campo de Montiel a diferentes dependencias como la tienda, la fragua, la panadería, la ermita, la escuela, la barbería, la sastrería, el porche de los carruajes, la vida pastoril, y los centros de interpretación de la caza, el azafrán y los molinos del río Lezuza.